# 弗兰克·皮卡尔
弗兰克·皮卡尔（法語：Franck Piccard，1965年9月17日—），法国男子高山滑雪运动员。他曾代表法国参加1984年、1988年、1992年和1994年冬季奥林匹克运动会高山滑雪比赛，共获得一枚金牌、一枚银牌和一枚铜牌。